# Constantin S. Constantin
Constantin S. Constantin (n. 9 mai 1889, București – d. 29 februarie 1948, Închisoarea Văcărești) a fost un general român, care a luptat în cel de-al doilea război mondial.

## Funcții deținute
- 1939 - Secretar în Statul Major General.
- 1941 - Secretar General pentru Administrație în Ministerul Apărării.

Generalul Constantin S. Constantin a fost numit la 18 noiembrie 1941 în funcția de ministru subsecretar de Stat la Departamentul Apărării Naționale, însărcinat cu aprovizionarea armatei și a populației civile.
- 1941 – 1943 - Subsecretar la Secretariatul Aprovizionării.
- 1943 – 1944 - În rezervă.
- 1944 – Comandant Adjunct al Capitalei.
- 1944 – 1945 - În rezervă.

A fost decorat la 7 noiembrie 1941 cu Ordinul „Steaua României” cu spade în gradul de Mare Ofițer cu panglică de „Virtutea Militară” „pentru destoinicia cu care a condus unitățile Corpului de Armată în Bătălia dela Odesa. Acționând cu toată dârzenia, a rupt rezistența inamică din regiunea Tătarca, contribuind în cea mai largă măsură la înfrângerea inamicului în bătălia pentru cucerirea Odesei”.
După instalarea guvernului Petru Groza generalul de divizie Constantin S. Constantin a fost trecut din oficiu în poziția de rezervă, alături de alți generali, prin decretul nr. 860 din 24 martie 1945, invocându-se legea nr. 166, adoptată prin decretul nr. 768 din 19 martie 1945, pentru „trecerea din oficiu în rezervă a personalului activ al armatei care prisosește peste nevoile de încadrare”.
- 1946 – 1948 - Arestat.

1948 - Condamnat la 10 ani temniță, moare în închisoare.
A fost secretar de stat în Ministerul de Război.

## Decorații
- Ordinul „Steaua României” cu spade în gradul de Mare Ofițer cu panglică de „Virtutea Militară” (7 noiembrie 1941)[2]